# Orisha-Nla
Orisha-Nla eller Obatala är i mytologin hos yorubafolket i Västafrika en förmedlande länk mellan den högste guden Olorun och människorna. Han fördelar rikedom och bestraffningar.